# Eliminatórias da Copa do Mundo FIFA de 2026 – AFC (primeira fase)

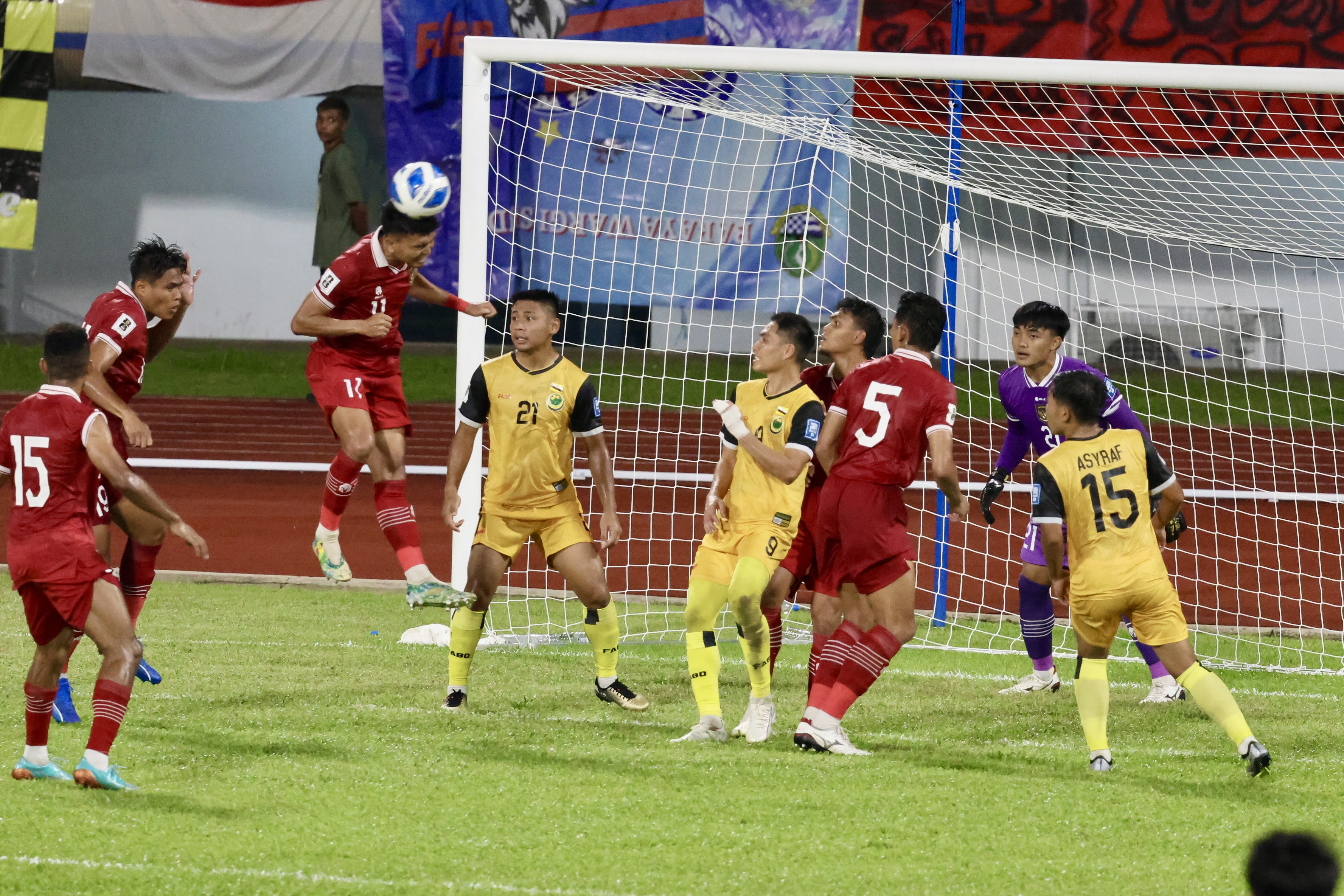
Partida entre Indonésia e Brunei

Esta página apresenta os resultados das partidas da primeira fase das eliminatórias asiáticas (AFC) para a Copa do Mundo FIFA de 2026. Esta fase também serve como primeira fase para as eliminatórias para a Copa da Ásia de 2027.

## Formato
Um total de 12 seleções disputaram partidas de ida e volta para definir os seis classificados para a segunda fase.

## Calendário
O calendário desta fase é o seguinte:
| Partida | Data(s)               |
| ------- | --------------------- |
| Ida     | 12 de outubro de 2023 |
| Volta   | 17 de outubro de 2023 |

## Sorteio
O sorteio da primeira fase foi realizado em 27 de julho de 2023 às 14:00 (UTC+8) na sede da AFC em Kuala Lumpur, Malásia.
As 12 seleções foram divididas em dois potes. Esta divisão foi baseada no Ranking da FIFA de julho de 2023 (mostrado entre parênteses).
| Pote 1 | Pote 2 |
| --- | --- |
| 1. Hong Kong (149) 2. Indonésia (150) 3. Taipé Chinês (153) 4. Maldivas (155) 5. Iêmen (156) 6. Afeganistão (157) 7. Singapura (158) 8. Myanmar (160) 9. Nepal (175) 10. Camboja (176) | 1. Macau (182) 2. Mongólia (183) 3. Butão (185) 4. Laos (187) 5. Bangladesh (189) 6. Brunei (190) 7. Timor-Leste (192) 8. Paquistão (201) 9. Guam (203) 10. Sri Lanka (204) |

## Partidas
| Equipe 1     | Total | Equipe 2    | 1.º jogo | 2.º jogo |
| ------------ | ----- | ----------- | -------- | -------- |
| Afeganistão  | 2–0   | Mongólia    | 1–0      | 1–0      |
| Maldivas     | 2–3   | Bangladesh  | 1–1      | 1–2      |
| Singapura    | 3–1   | Guam        | 2–1      | 1–0      |
| Iêmen        | 4–1   | Sri Lanka   | 3–0      | 1–1      |
| Myanmar      | 5–1   | Macau       | 5–1      | 0–0      |
| Camboja      | 0–1   | Paquistão   | 0–0      | 0–1      |
| Taipé Chinês | 7–0   | Timor-Leste | 4–0      | 3–0      |
| Indonésia    | 12–0  | Brunei      | 6–0      | 6–0      |
| Hong Kong    | 4–2   | Butão       | 4–0      | 0–2      |
| Nepal        | 2–1   | Laos        | 1–1      | 1–0      |

| 12 de outubro de 2023 | Afeganistão | 1 – 0     | Mongólia | Estádio Pamir, Duxambé (Tajiquistão)       |
| 19:00 (UTC+5)         | Sharza 60'  | Relatório |          | Público: 1 456 Árbitro: OMA Qasim Al-Hatmi |

| 17 de outubro de 2023 | Mongólia | 0 – 1     | Afeganistão | MFF Football Centre, Ulã Bator           |
| 15:00 (UTC+8)         |          | Relatório | Noor 72'    | Público: 2 185 Árbitro: IRN Hasan Akrami |

Afeganistão venceu por 2–0 no placar agregado e avançou para a segunda fase.
| 12 de outubro de 2023 | Maldivas   | 1 – 1     | Bangladesh | Estádio Nacional, Malé                   |
| 16:00 (UTC+5)         | Hassan 87' | Relatório | Saad 90+2' | Público: 2 500 Árbitro: IRN Vahid Kazemi |

| 17 de outubro de 2023 | Bangladesh            | 2 – 1     | Maldivas  | Bashundhara Kings Arena, Daca              |
| 17:45 (UTC+6)         | Rakib 11' · Fahim 46' | Relatório | Aisam 36' | Público: 6 729 Árbitro: BHR Ammar Mahfoodh |

Bangladesh venceu por 3–2 no placar agregado e avançou para a segunda fase.
| 12 de outubro de 2023 | Singapura                   | 2 – 1     | Guam         | Estádio de Bishan, Singapura                   |
| 19:30 (UTC+8)         | Van Huizen 35' · Mahler 41' | Relatório | Cunliffe 90' | Público: 10 355 Árbitro: JOR Mohammad Ghabayen |

| 17 de outubro de 2023 | Guam | 0 – 1     | Singapura | GFA National Training Center, Dededo        |
| 14:45 (UTC+10)        |      | Relatório | Anuar 81' | Público: 1 012 Árbitro: TPE Chen Hsin-chuan |

Singapura venceu por 3–1 no placar agregado e avançou para a segunda fase.
| 12 de outubro de 2023 | Iêmen                                         | 3 – 0     | Sri Lanka | Damac Club Stadium, Abha (Arábia Saudita)    |
| 20:00 (UTC+3)         | Maher 33' · Al-Gahwashi 67' · Al-Matari 90+3' | Relatório |           | Público: 1 526 Árbitro: TJK Nasrullo Kabirov |

| 17 de outubro de 2023 | Sri Lanka      | 1 – 1     | Iêmen        | Colombo Racecourse, Colombo                   |
| 15:00 (UTC+5:30)      | Rathnayake 89' | Relatório | Al-Matari 4' | Público: 3 000 Árbitro: PHI Clifford Daypuyat |

Iêmen venceu por 4–1 no placar agregado e avançou para a segunda fase.
| 12 de outubro de 2023 | Myanmar                                                                                 | 5 – 1     | Macau      | Thuwunna Stadium, Rangum                     |
| 16:00 (UTC+6:30)      | Lwin Moe Aung 39', 90+5' · Soe Moe Kyaw 62' · Aung Kaung Mann 81' · Nay Moe Naing 90+1' | Relatório | Torrão 55' | Público: 6 213 Árbitro: IND Pranjal Banerjee |

| 17 de outubro de 2023 | Macau | 0 – 0     | Myanmar | Estádio Campo Desportivo, Taipa               |
| 19:30 (UTC+8)         |       | Relatório |         | Público: 2 187 Árbitro: OMA Salim Al-Majarafi |

Myanmar venceu por 5–1 no placar agregado e avançou para a segunda fase.
| 12 de outubro de 2023 | Camboja | 0 – 0     | Paquistão | Estádio Olímpico, Phnom Penh             |
| 19:00 (UTC+7)         |         | Relatório |           | Público: 11 718 Árbitro: PLE Baraa Aisha |

| 17 de outubro de 2023 | Paquistão | 1 – 0     | Camboja | Estádio Jinnah, Islamabade               |
| 16:00 (UTC+5)         | Hamid 68' | Relatório |         | Público: 9 562 Árbitro: SYR Feras Taweel |

Paquistão venceu por 1–0 no placar agregado e avançou para a segunda fase.
| 12 de outubro de 2023 | Taipé Chinês                                               | 4 – 0     | Timor-Leste | Estádio Nacional, Kaohsiung               |
| 19:00 (UTC+8)         | Yu Yao-hsing 4', 60' · Chen Ting-yang 57' · Ko Yu-ting 88' | Relatório |             | Público: 1 894 Árbitro: BHR Ismaeel Habib |

| 17 de outubro de 2023 | Timor-Leste | 0 – 3     | Taipé Chinês                                    | Estádio Nacional, Kaohsiung (Taiwan)      |
| 19:00 (UTC+9)         |             | Relatório | Yu Chia-huang 18' · Wu Yen-shu 21' · Kouamé 24' | Público: 745 Árbitro: IND Tejas Nagvenkar |

Taipé Chinês venceu por 7–0 no placar agregado e avançou para a segunda fase.
| 12 de outubro de 2023 | Indonésia                                                 | 6 – 0     | Brunei | Estádio Gelora Bung Karno, Jacarta         |
| 19:00 (UTC+7)         | Dimas 7', 72', 90+2' · Ridho 12' · Sananta 63' (pen), 67' | Relatório |        | Público: 23 318 Árbitro: IRN Bijan Heidari |

| 17 de outubro de 2023 | Brunei | 0 – 6     | Indonésia                                                           | Estádio Nacional Hassanal Bolkiah, Bandar Seri Begawan |
| 20:15 (UTC+8)         |        | Relatório | Hokky 6', 44' · Egy 42' · Witan 47' (pen) · Ridho 64' · Sananta 82' | Público: 17 281 Árbitro: JOR Ahmed Al-Ali              |

Indonésia venceu por 12–0 no placar agregado e avançou para a segunda fase.
| 12 de outubro de 2023 | Hong Kong                                             | 4 – 0     | Butão | Estádio Hong Kong, Hong Kong               |
| 20:00 (UTC+8)         | Udebuluzor 10', 16' · Shinichi 28' · Norbu 35' (g.c.) | Relatório |       | Público: 10 259 Árbitro: MAS Razlan Joffri |

| 17 de outubro de 2023 | Butão                       | 2 – 0     | Hong Kong | Changlimithang Stadium, Thimbu              |
| 18:00 (UTC+6)         | Gyeltshen 28' · Chogyal 47' | Relatório |           | Público: 5 300 Árbitro: IDN Thoriq Alkatiri |

Hong Kong venceu por 4–2 no placar agregado e avançou para a segunda fase.
| 12 de outubro de 2023 | Nepal     | 1 – 1     | Laos         | Estádio Dasharath, Catmandu               |
| 17:00 (UTC+5:45)      | Bista 48' | Relatório | Bounkong 33' | Público: 11 235 Árbitro: SRI Nivon Robesh |

| 17 de outubro de 2023 | Laos | 0 – 1     | Nepal     | Novo Estádio Nacional de Laos, Vientiane |
| 19:00 (UTC+7)         |      | Relatório | Dangi 53' | Público: 9 772 Árbitro: LBN Ali Reda     |

Nepal venceu por 2–1 no placar agregado e avançou para a segunda fase.

## Ranking das melhores equipes perdedoras
Esta primeira fase também funciona como eliminatórias para a Copa da Ásia de 2027. A seleção perdedora com a melhor classificação avançará para a terceira rodada das eliminatórias da Copa da Ásia, enquanto o restante se juntará às Ilhas Marianas do Norte na fase de play-off.
| Pos | Equipe      | Pts | J | V | E | D | GP | GC | SG  | Classificado                                       |
| --- | ----------- | --- | - | - | - | - | -- | -- | --- | -------------------------------------------------- |
| 1   | Butão       | 3   | 2 | 1 | 0 | 1 | 2  | 4  | −2  | Terceira rodada das eliminatórias da Copa da Ásia  |
| 2   | Maldivas    | 1   | 2 | 0 | 1 | 1 | 2  | 3  | −1  | Fase de play-off das eliminatórias da Copa da Ásia |
| 3   | Laos        | 1   | 2 | 0 | 1 | 1 | 1  | 2  | −1  | Fase de play-off das eliminatórias da Copa da Ásia |
| 4   | Camboja     | 1   | 2 | 0 | 1 | 1 | 0  | 1  | −1  | Fase de play-off das eliminatórias da Copa da Ásia |
| 5   | Sri Lanka   | 1   | 2 | 0 | 1 | 1 | 1  | 4  | −3  | Fase de play-off das eliminatórias da Copa da Ásia |
| 6   | Macau       | 1   | 2 | 0 | 1 | 1 | 1  | 5  | −4  | Fase de play-off das eliminatórias da Copa da Ásia |
| 7   | Guam        | 0   | 2 | 0 | 0 | 2 | 1  | 3  | −2  | Fase de play-off das eliminatórias da Copa da Ásia |
| 8   | Mongólia    | 0   | 2 | 0 | 0 | 2 | 0  | 2  | −2  | Fase de play-off das eliminatórias da Copa da Ásia |
| 9   | Timor-Leste | 0   | 2 | 0 | 0 | 2 | 0  | 7  | −7  | Fase de play-off das eliminatórias da Copa da Ásia |
| 10  | Brunei      | 0   | 2 | 0 | 0 | 2 | 0  | 12 | −12 | Fase de play-off das eliminatórias da Copa da Ásia |